# Charles Whitman
Pour les articles homonymes, voir Charles Whitman (homonymie) et Whitman.
Charles Joseph Whitman, né  le 24 juin 1941 et mort le 1er août 1966, est connu pour avoir perpétré le massacre de l'université du Texas à Austin le 1er août 1966, faisant 17 morts et 31 blessés.

## Enfance
Le père de Charles Whitman, Charles Adolph Whitman, a été élevé à Bethesda, une école pour garçons à Savannah en Géorgie. Il rencontra sa femme Margaret, fervente catholique, dans cette même ville où ils se marièrent. Ils déménagèrent plus tard à Lake Worth en Floride où il se mit à son compte dans le traitement des eaux usées. Ils achetèrent alors une maison sur South L Street à Lake Worth et eurent trois fils : Charles, Patrick et John.
Les enfants Whitman furent élevés à Lake Worth. Charles était un enfant extrêmement intelligent. Il obtint 138 à un test de QI à l'âge de six ans. Il suivit des leçons de piano pendant cinq années et fut lanceur pour l'équipe de baseball de son école secondaire.
Les voisins des Whitman rapportèrent que Charles était fasciné par les armes à feu depuis son plus jeune âge. Le père de Charles avait une grande collection d'armes à feu et enseigna leur maniement à ses fils. Il leur apprit notamment à tirer, nettoyer et entretenir une arme. Charles fut donc exposé aux armes à feu dans son enfance, mais il n'y eut jamais aucun incident en les manipulant.
Les trois enfants Whitman furent servants d'autel à l'église catholique du Sacré-Cœur et Charles choisit Joseph comme nom de confirmation. À 12 ans, il fut l'un des plus jeunes Américains à obtenir le grade d'Eagle Scout et le plus jeune premier de Lake Worth à l'avoir,. Quand Charles fut âgé de 14 ans et alors qu'il était toujours servant d'autel, son chef scout, Joseph Leduc, termina son séminaire et devint prêtre au Sacré-Cœur pendant un mois. Joseph devint plus tard le confident de Charles et devint l'ami de la famille Whitman qu'il accompagnait de temps à autre à la chasse. À seize ans, Charles subit une appendicectomie et fut hospitalisé à la suite d'un accident de moto.
Le 6 juillet 1959, Charles s'enrôla dans le Corps des Marines des États-Unis contre la volonté de son père. Il expliqua plus tard à Joseph Leduc qu'il était rentré plusieurs fois à la maison en état d'ébriété quelques semaines auparavant, et que son père l'avait frappé à plusieurs reprises et poussé dans la piscine familiale. Alors qu'il était à bord du train qui l'emmenait au camp d'entraînement de Parris Island, son père téléphona à « quelques entités du gouvernement fédéral » dans une ultime tentative pour faire annuler l'enrôlement de son fils.
Au début de l'année 1966, ses parents divorcèrent et l'état mental de Whitman changea rapidement. Sa famille pensait que ce changement était dû aux pressions qu'il vivait à son école. À partir de là, il fut suivi psychologiquement. Le 31 juillet, Charles laissa une note chez lui : « I am prepared to die. After my death, I wish an autopsy on me to be performed to see if there is any mental disorder. » (« Je me suis préparé à mourir. Après ma mort, je souhaite qu'une autopsie soit effectuée pour voir si j'ai un trouble mental. »). L'autopsie montra un glioblastome multiforme localisé près de l'hypothalamus, ce qui, selon le légiste, l'aurait tué avant la fin de l'année et a peut-être pu jouer un rôle substantiel dans les actions de Whitman.

## Le massacre
Dans la nuit du 1er août 1966, tout juste après minuit, il alla chez sa mère et la tua. De retour chez lui, il poignarda sa femme à mort et écrivit une note où l'on pouvait lire : « Life is not worth living. » (« La vie ne vaut pas la peine d'être vécue. »). Puis il s'équipa, prenant toutes les armes dont il disposait (de nombreux fusils, carabines, couteaux, machette et sa lunette de visée) et d'autres objets sans réelle utilité (marteau, clé anglaise, batteries, papier toilette) ainsi que de la nourriture. Il arriva dans la matinée au campus où, en allant en direction de la tour d'observation, il tua une réceptionniste d'un coup de crosse dans la tête. Deux personnes accoururent pour aider la réceptionniste et Whitman leur tira dans la tête. Il monta sur le toit et, après plusieurs minutes de contemplation, il commença à tirer sur les étudiants.
Pendant une heure et demie, les tireur d'élite ne réussirent pas à le neutraliser. Pendant ce temps, 16 personnes furent tuées et 30 blessées. La police décida alors de charger. Dans la fusillade qui s'ensuivit, Whitman fut tué. L'autopsie qu'il avait demandée révéla une tumeur à l'hypothalamus dans le cerveau, un endroit directement connecté avec le comportement violent et le jugement.

### Début des tirs de précision

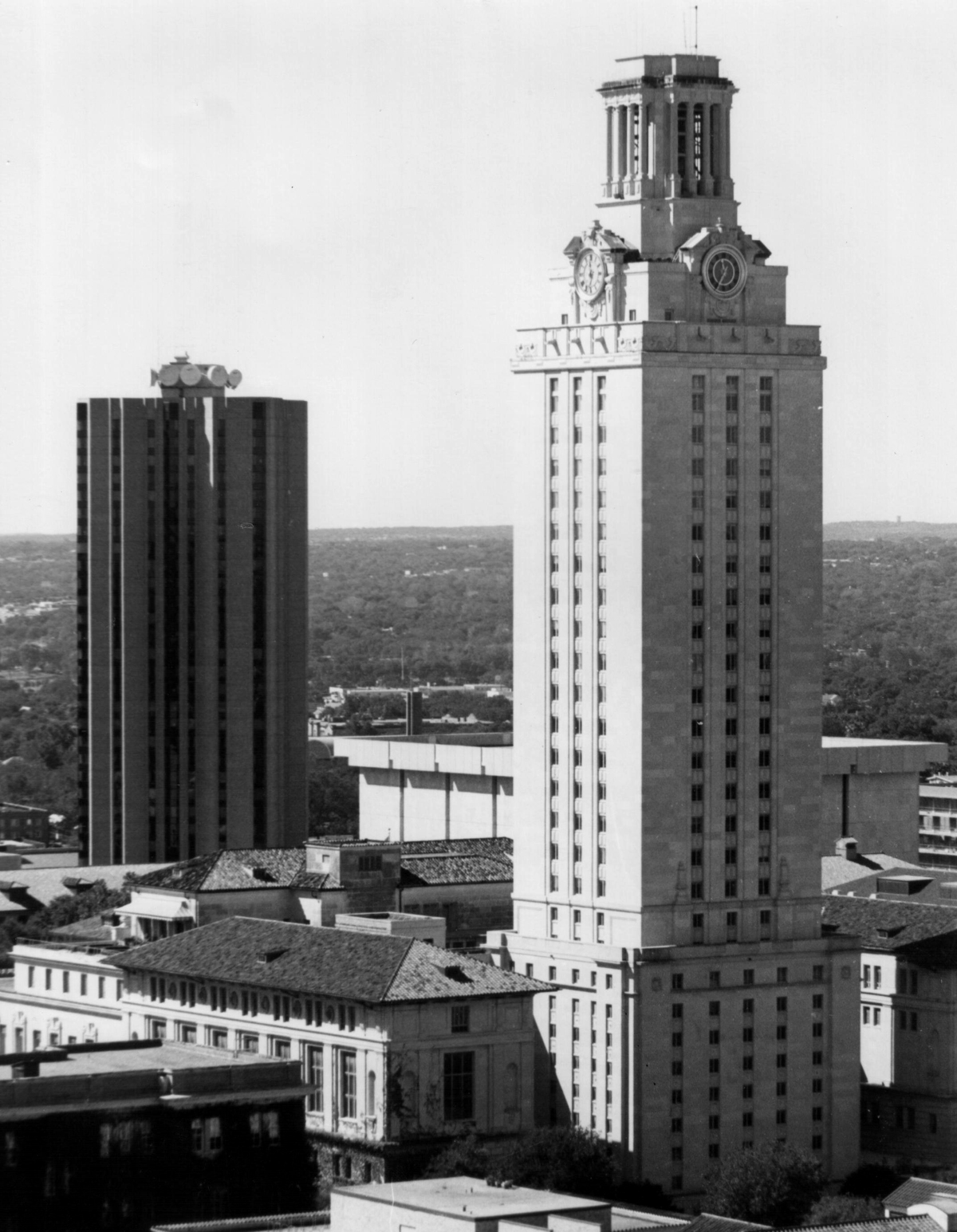
Bâtiment principal de l'université du Texas à Austin à partir duquel Whitman, qui était juste sous les horloges, tira sur la foule dans la rue.

Les premiers tirs à partir de l'extérieur de la tour commencèrent à 11 heures 48. Un professeur d'histoire fut le premier à téléphoner au département de police d'Austin, après avoir vu plusieurs étudiants blessés. Cependant, certains étudiants réfutèrent les rapports de tirs car ils ne s'en rendaient pas compte. Finalement, les tirs causèrent la panique au fur et à mesure que l'information se propageait et, une fois la situation comprise, tous les policiers d'Austin en service reçurent l'ordre de se rendre au campus. Quelques officiers, qui n'étaient pas en service, ainsi que des policiers d'État travaillant pour le département de la Sécurité publique du Texas s'y rendirent également pour leur prêter main-forte.
Environ vingt minutes plus tard, après que Whitman eut commencé à répliquer aux tirs des policiers et de civils armés venus en renfort, il utilisa les trous prévus pour l'évacuation des eaux pluviales comme des meurtrières. Cela lui permit de continuer à faire feu tout en étant très bien protégé des tirs provenant du sol, mais cela réduisit aussi ses angles de visée. Ramiro Martinez, un des officiers de police qui contribua à l'arrêt du massacre, raconta plus tard que les tireurs civils qui les avaient aidés méritaient d'être reconnus pour leur participation car leurs coups de feu empêchèrent Whitman de faire des tirs précis. Le lieutenant de police Marion Lee, qui était dans un petit avion, avertit les forces au sol qu'il n'y avait qu'un seul tireur. L'avion vola en cercles au-dessus de la tour. Lee tenta d'abattre Whitman mais les turbulences ne lui permirent pas d'ajuster ses tirs. L'avion, piloté par Jim Boutwell, fut touché par Whitman mais il continua à voler en cercle autour de la tour - en restant hors de portée - jusqu'à la fin de l'évènement.
Whitman tirait au hasard, sans chercher à viser des personnes ou des catégories de personnes en particulier. La plupart des victimes furent touchées sur Guadelupe Street, un grand centre d'affaires et de commerces à l'ouest du campus. Des ambulances et un fourgon blindé tentèrent de venir en aide aux blessés. Le chauffeur d'ambulance Morris Hohmann s'apprêtait à porter secours à des victimes quand il fut touché à la jambe et eut une artère sectionnée. Un autre chauffeur d'ambulance lui vint alors en aide et il put être transporté à l'hôpital Brackenridge, le seul à avoir un bloc d'urgence. Le directeur de l'hôpital Brackenridge déclara l'état d'urgence et envoya du personnel médical en renfort. Après la fusillade, de nombreux volontaires donnèrent leur sang à l'hôpital ainsi qu'à la banque du sang.

## Victimes

### Tués
Charles Whitman a tué seize personnes :
- Margaret Whitman : sa mère, qu'il a étranglée avec un tuyau en caoutchouc dans son propre appartement, la veille du massacre.
- Kathy Whitman : sa femme, qu'il a poignardée à mort pendant qu'elle dormait, la veille du massacre.
- Edna Townsley : hôtesse d'accueil à la terrasse de la tour d'observation. Elle avait 51 ans, était divorcée et mère de deux enfants : Danny, seize ans et Terry, douze ans. Whitman l'a tuée avec la crosse de l'un de ses fusils dans la zone de réception du 28e étage.
- Marguerite Lamport : tuée par un tir de fusil sur les marches qui mènent à la tour d'observation. Elle était la tante de Mark Gabour.
- Mark Gabour : tué par un tir de fusil sur les marches qui mènent à la tour d'observation. Il avait 19 ans.
- Thomas Eckman : lorsque Whitman arriva sur la terrasse, il tira en premier sur Claire Wilson, la petite amie de Thomas Eckman, qui était alors enceinte de huit mois. Il tira ensuite sur Eckman qui fut mortellement touché. Il décéda à l'hôpital à l'âge de 18 ans.
- Enfant mort-né : Claire Wilson fut touchée à l'abdomen alors qu'elle était enceinte de 8 mois. Elle survécut mais pas son fils. Elle ne put jamais avoir d'autre enfant.
- Robert Hamilton Boyer : Whitman abattit ce professeur de mathématiques de 33 ans en lui tirant dans le dos.
- Thomas Ashton : âgé de 22 ans et membre du Corps de la paix, il fut touché à la poitrine et décéda peu après dans un hôpital d'Austin.
- Thomas Karr : cet étudiant de 24 ans, qui sortait juste d'un examen d'espagnol, fut touché à la colonne vertébrale.
- Billy Speed : officier de police, Speed fut abattu par Whitman alors qu'il venait voir ce qui se passait après avoir entendu des coups de feu.
- Harry Walchuk : Walchuk, 39 ans, préparait un doctorat en philosophie. Il fut abattu du haut de la tour alors qu'il allait s'acheter un magazine. Il avait six enfants.
- Paul Bolton Sonntag : Sonntag, 18 ans, venait d'être accepté à l'université du Colorado. Il se promenait avec sa fiancée Claudia Rutt et leur amie Carla. Quand la fusillade commença, ils se mirent à couvert mais peu après, il se releva et fut touché à la bouche.
- Claudia Rutt : âgée de 18 ans, elle fut touchée à la poitrine en tentant d'aider son fiancé Paul Sonntag.
- Roy Dell Schmidt : cet électricien de 39 ans courut vers son camion pour se mettre à l'abri mais fut touché à l'estomac.
- Karen Griffith : cette jeune étudiante de 17 ans fut touchée au poumon et décéda une semaine plus tard à l'hôpital.

### Blessés
Charles Whitman a blessé 32 personnes :
| - Allen, John Scott - Bedford, Billy - Ehlke, Roland - Evgenides, Ellen - Esparza, Avelino - Foster, F. L. - Frede, Robert - Gabour, Mary Frances - Gabour, Michael - Garcia, Irma - Harvey, Nancy | - Gunby, David - Heard, Robert - Hernandez Jr., Aleck - Hohmann, Morris - Huffman, Devereau - Kelley, Homar J. - Khashab, Abdul - Littlefield, Brenda Gail - Littlefield, Adrian - Martinez, Dello - Martinez, Marina | - Mattson, David - Ortega, Delores - Paulos, Janet - Phillips, Lana - Rovela, Oscar - Snowden, Billy - Stewart, C. A. - Wilson, Claire - Wilson, Sandra - Wheeler, Carla Sue |

### Le cas de David Gunby
David Gunby, ingénieur en électronique, fut touché dans le bas du dos alors qu'il se rendait à la bibliothèque. Lorsqu'il fut opéré, les chirurgiens se rendirent compte que le seul rein qu'il lui restait était sévèrement touché. David Gunby décéda de complications rénales le 12 novembre 2001, soit 35 ans après le massacre. La cause du décès indiquée sur le certificat fut « meurtre ». C'est pourquoi il est parfois compté parmi les victimes directes de Whitman.

## Son journal intime
Le journal contient le récit de sa vie quotidienne au corps des Marines, ainsi que ses interactions avec sa femme Kathy et les autres membres de sa famille. Il écrivit aussi au sujet de son passage devant une cour martiale et sur son manque de respect envers le corps des Marines qu'il estimait inefficace. Dans les passages concernant Kathy, il insistait sur l'amour qu'il lui témoignait et à quel point elle lui manquait quand il était loin d'elle. Il consigna également les plans et tentatives qu'il fit pour se débarrasser de sa dépendance financière avec son père.
John et Fran Morgan, deux amis proches, racontèrent plus tard au département de la Sécurité publique du Texas que Charles leur avait confié avoir frappé Kathy à trois reprises. Dans son journal, il écrivit à quel point il regrettait avoir fait cela et se promit de devenir un bon mari afin de ne pas devenir comme son père.
La veille du massacre, il confirma ses sentiments envers Kathy dans son journal. Le fait que ses dernières notes soient rédigées au passé laisse penser qu'il les écrivit après avoir tué sa mère et sa femme.

## Charles Whitman au cinéma
La Cible de Peter Bogdanovich réalisé en 1968 s'inspire de Charles Whitman pour le personnage de Bobby.
Un téléfilm réalisé par Jerry Jameson avec scénario de William Douglas Lansford, The Deadly Tower (en), sorti en 1975, retrace les dernières heures de Charles Joseph Whitman. L'acteur Kurt Russell incarna le tueur fou.
Charles Whitman est cité dans le film Full Metal Jacket réalisé par Stanley Kubrick. L'instructeur des Marines leur apprend que Whitman était devenu tireur d'élite après son passage chez les Marines.
Il est également cité parmi les plus grands tueurs des États-Unis dans Tueurs nés.
Dans le film Fièvre à Columbus University, une scène ressemble à la tuerie de Whitman. L'acteur Michael Rapaport, armé d'un fusil, tire sur des étudiants au hasard d'un lieu en hauteur.
Dans le manga Black Lagoon (épisode 6), la tireuse de l'équipe Revy est comparée à Charles Whitman par un de ses camarades après avoir complètement perdu son calme dans une fusillade. En effet, sous le coup d'une colère brusque, elle tue froidement une partie de l'équipage de tout un bateau (des nazis en l'occurrence) et manque de tuer au passage un de ses coéquipiers.
Dans un épisode de la série télévisée Les Simpson, Ned Flanders fait un rêve dans lequel il grimpe en haut d'une tour puis se met à tirer sur la foule à l'aide d'un fusil de précision.
Dans l'épisode 5 de la saison 5 de Mad Men, les personnages réagissent notamment à la fusillade lors d'un dîner.
Dans l'épisode 22 de la saison 6 de NCIS : Los Angeles, l'équipe découvre que le soldat qu'ils recherchent, lui-même tireur d'élite, a regardé les images du massacre de Charles Whitman à plusieurs reprises sur son ordinateur.
L'acte de Charles Whitman aurait inspiré le cinéaste Luis Buñuel dans son film Le Fantôme de la liberté, à savoir la scène où un homme tue des passants avec une arme à feu du haut de la tour Montparnasse.